# 达吉斯坦共和国
達吉斯坦共和國（羅馬化：Respublika Dagestan）是俄羅斯聯邦主體之一，屬北高加索聯邦管區，成立於1921年1月30日。位於俄羅斯最南部，東鄰裏海，北鄰卡爾梅克共和國，西鄰斯塔夫羅波爾邊疆區、車臣共和國，西南毗鄰格魯吉亞，南部與阿塞拜疆接壤。這一地帶是可薩汗國發源地，也是俄国最早信仰伊斯兰教的地方，至今还有阿拉伯人的后人。
共和国由北至南绵延350公里，由西至东200公里，面積50,300平方公里, 有41个区、10个市、18个城镇、676个行政农庄。气候暖和、干燥。产石油、天然气和石炭。工业有石油、天然气开采加工。主要工业产品有金属车床、船业机械、发动机、电动设备等。农业有葡萄种植、园艺栽培等。首府馬哈奇卡拉。人口最多的民族是阿瓦尔人，現任首腦是拉馬贊·阿卜杜拉季波夫。

## 地理

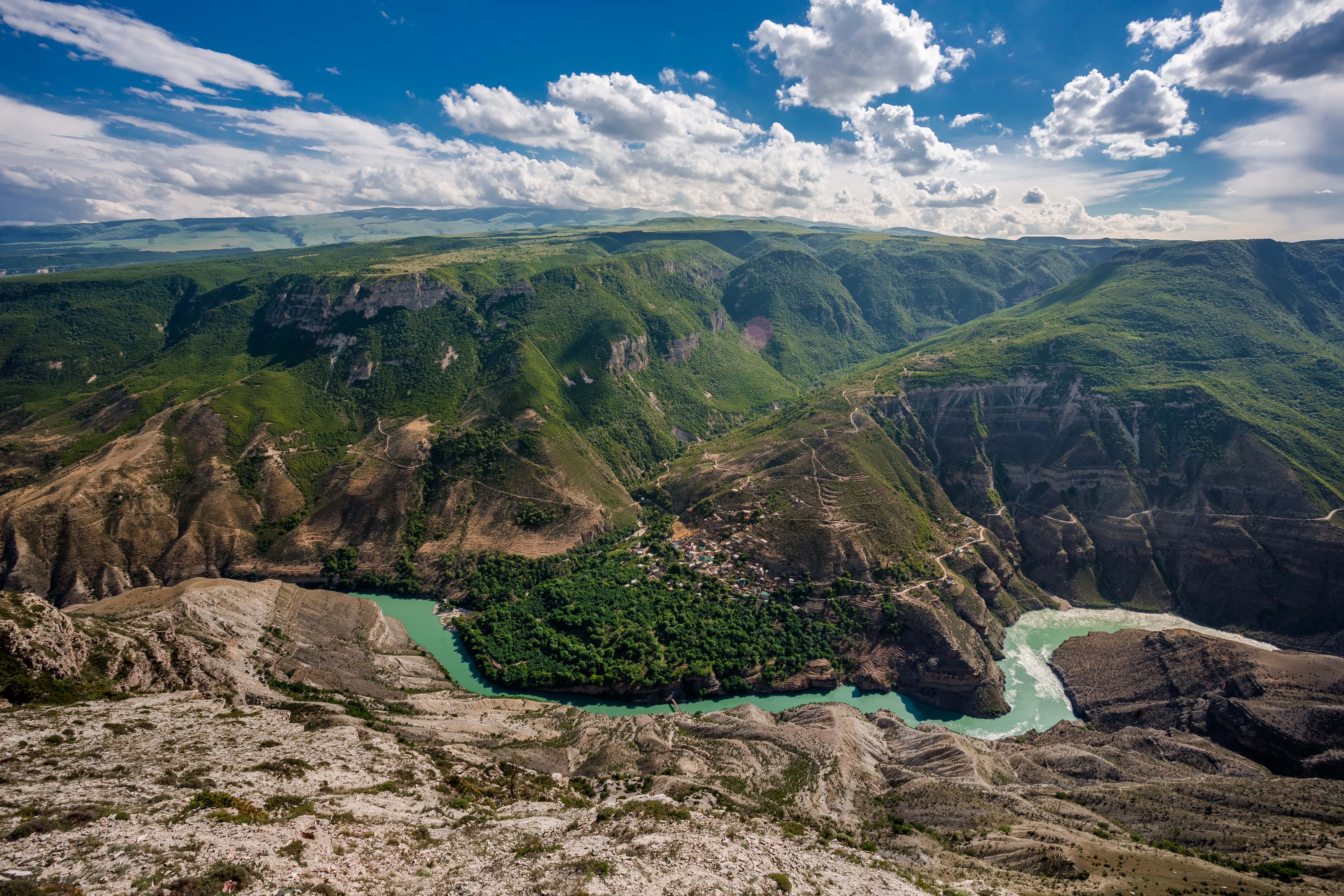
北高加索的群山

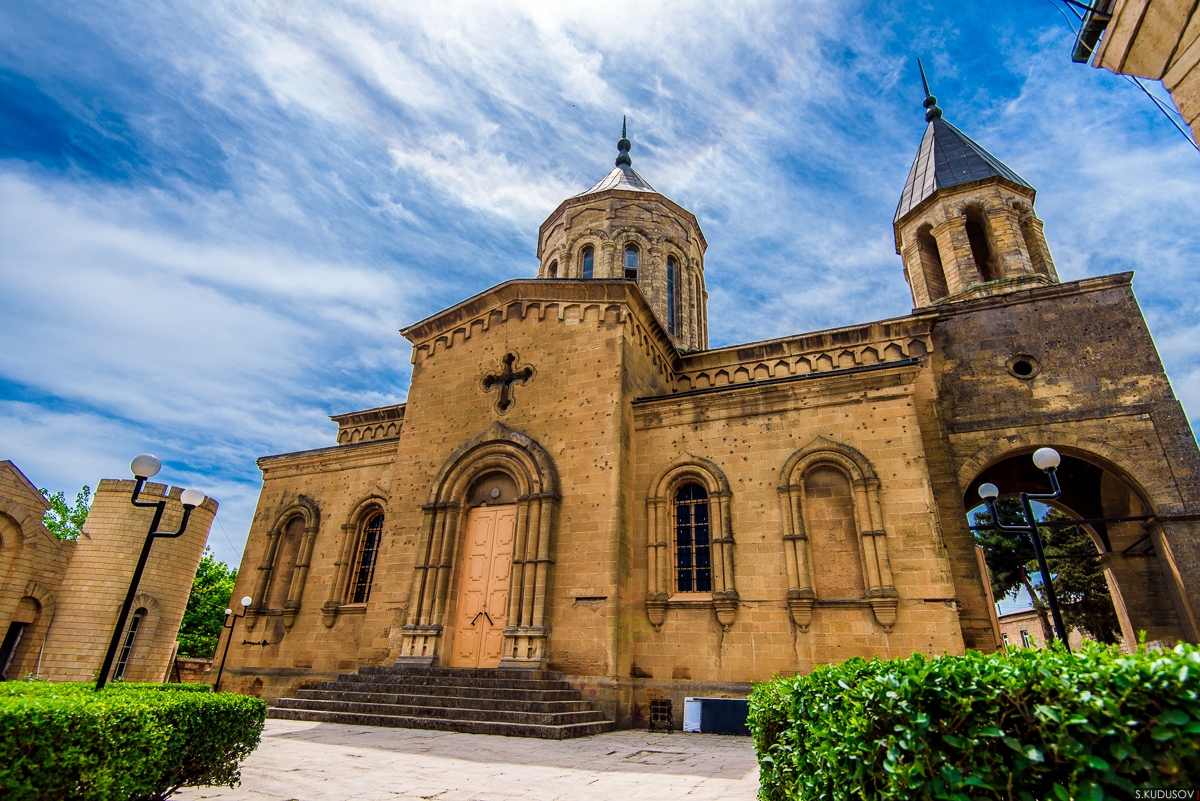
傑爾賓特的傑爾賓特神聖救世主教堂

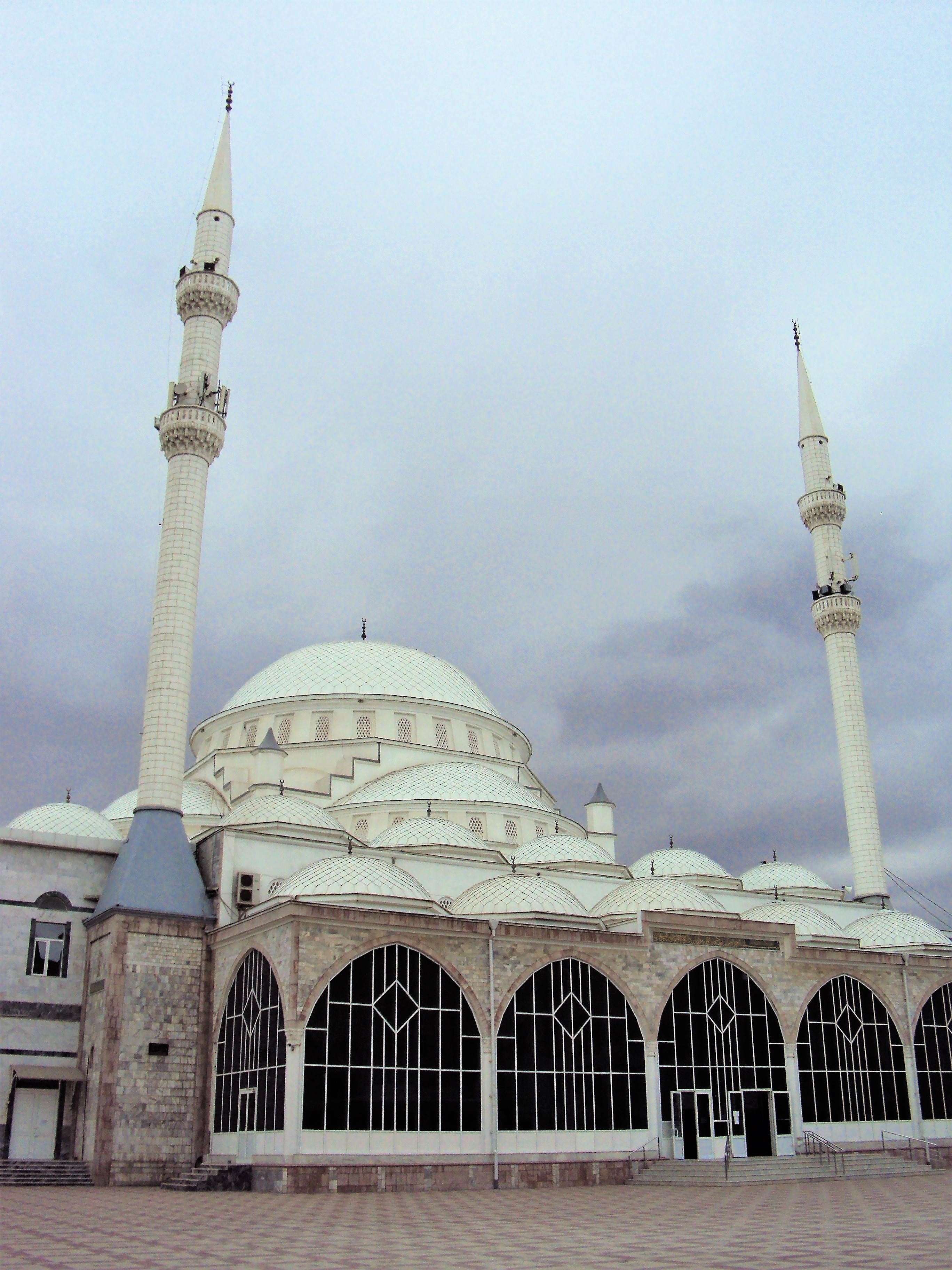
首府的馬哈奇卡拉大清真寺

達吉斯坦共和國領土包括了通向裏海的低地，以及西部的山脈。西部山脈一部分屬高加索地區，與格魯吉亞、阿塞拜疆接壤。境内河流密布，主要有捷列克河和蘇拉克河。
全境氣候整體較為暖和、乾燥，1月平均氣溫爲5℃至-5℃，7月平均氣溫爲21℃至30℃；在西面山區，1月平均氣溫爲1.4℃至-11℃，7月平均氣溫爲24℃。
降雨量較小，裏海地區全年總量為200～300毫米，而山區則為600～800毫米。无霜期从北部的160天至南部的250天不等。

## 人口
- 2002年：2,576,531人
- 2010年：2,910,249人
- 2014年：2,963,918人
- 2018年：3,063,885人

### 民族構成
達吉斯坦共和國人包括多種族羣，皆屬高加索民族。根據2021年俄羅斯人口普查，西北高加索人，包括阿瓦爾人、達爾金人、列茲金人、拉克人、塔巴薩蘭人、車臣人，構成達吉斯坦接近75%的人口；突厥語族群、庫梅克人、阿塞拜疆人、諾蓋人構成21%的人口；俄羅斯族佔3.3%；其他族羣，例如高加索塔蒂人，各佔總人口的0.4%以下。
| 族羣       | 2010年統計人數   | 2021年統計人數   |
| ---------- | ---------------- | ---------------- |
| 阿瓦爾族   | 850,011（29.4%） | 956,831（30.5%） |
| 達爾金族   | 490,384（17.0%） | 521,381（16.6%） |
| 庫梅克族   | 431,736（14.9%） | 496,455（15.8%） |
| 列茲金族   | 385,240（13.3%） | 416,963（13.3%） |
| 拉克族     | 161,276（5.6%）  | 162,518（5.2%）  |
| 阿塞拜疆族 | 130,919（4.5%）  | 116,907（3.7%）  |
| 塔巴薩蘭族 | 118,848（4.1%）  | 126,319（4.0%）  |
| 俄羅斯族   | 104,020（3.6%）  | 102,243（3.3%）  |
| 車臣族     | 93,658（3.2%）   | 99,320（3.2%）   |
| 諾蓋族     | 40,407（1.4%）   | 36,944（1.2%）   |
| 阿古爾族   | 28,054（1.0%）   | 29,253（0.9%）   |
| 魯圖爾族   | 27,849（1.0%）   | 27,043（0.9%）   |
| 其他       | 19646（0.7%）    | 31,752（1.0%）   |
| 查胡爾族   | 9771（0.3%）     | 10,320（0.3%）   |

## 經濟

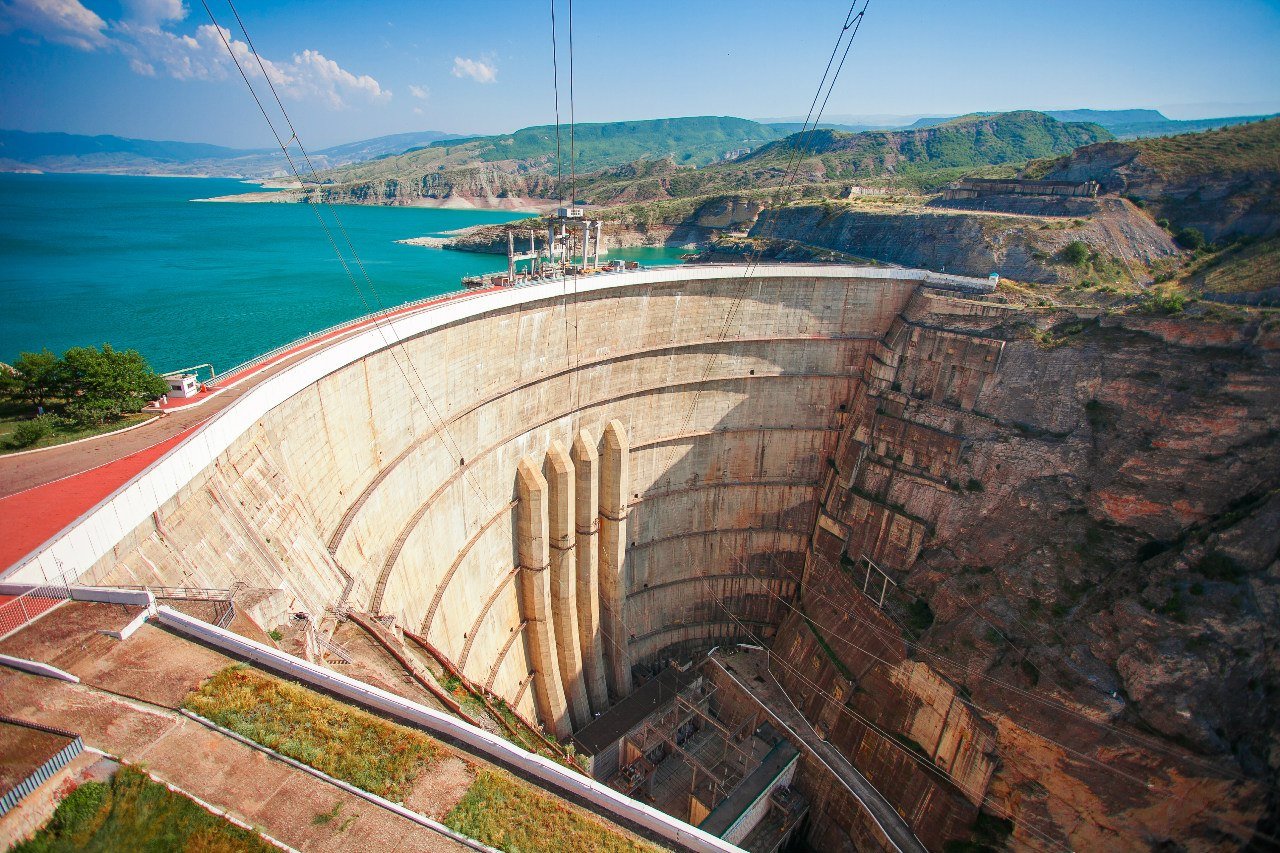
奇尔克伊水库

达吉斯坦共和国属于北高加索经济区成员，是一个发展中的工农业共和国。其经济结构分为电力能源和石油加工工业，机械制造和化学工业，食品工业。达吉斯坦共和国首先以渔猎业而闻名，其次是金属艺术加工业。 
达吉斯坦共和国的主要矿产资源有石油、天然气和石炭（南苏霍库姆斯克、阿奇芬、伊兹别尔巴什）。此外还有丰富的水利资源，其储量达340多万千瓦。另外还有各种建筑材料。

### 農業
共和國的農業主要有畜牧業（占總產值的60%），其中以细毛绵羊养殖业、肉奶牲畜养殖业、养马业为主。由于共和国的自然条件和经济条件对农业中的葡萄种植、园艺栽培、蔬菜种植有利，使得这些专业发展较好，其园艺种植与葡萄种植业占居着重要的地位。粮食作物以小麦和玉米为主。1997年1月1日统计，达吉斯坦共和国有农庄16685个，平均拥有土地规模为2公顷。

### 工業
主要石油開採都是在首都馬哈奇卡拉一帶，以及伊茲别爾巴什；而天然氣開採，則集中於達吉斯坦奧格尼和德茲拉克。主要石油运输方式采用石油管道运输，输送到车臣共和国的格洛兹尼石油加工厂。 
共和国的电力能源发达，大型国营发电站有奇里尤尔多夫斯克、切尔给斯克、格尔格比里斯克等。机械制造及金属加工业主要集中于马哈奇卡拉、伊兹别尔巴什、杰尔宾特、克孜勒尤尔特市。 
主要工业产品有金属车床、船业机械、发动机、电动设备、电动仪器、分离器、抽水机。此外，共和国还有大型玻璃厂、切尔尤尔多夫斯克的磷酸盐厂以及葡萄酿酒业、渔业。 
共和国的工业中心马哈奇卡拉生产挖掘机、分离机、电焊设备、食品工业机械等。杰尔宾特生产磨床、电信设备，有古老的织毯业中心，生产的葡萄酒和白兰地全国闻名。布伊纳克斯克生产仪器、成套设备、家具和鞋。哈萨维尤尔特生产仪器，以种植菜蔬出名。基兹利亚尔是重要的交通枢纽，生产电子仪器。里海城有些油机厂、精密机械厂，还生产纺织品和日用百货商品。伊兹别尔巴什是石油天然气工业中心之一。
所有城市和许多城镇均有罐头厂，罐头业占食品工业产值的一半以上（鱼、蔬菜，特别是水果罐头－－占俄罗斯罐头生产的6%）。

## 延伸閱讀
- Catholic Haidak in the Holy Roman Empire (rus)
- Kaziev, Shapi（英语：Kaziev Shapi）. Imam Shamil. "Molodaya Gvardiya" publishers. Moscow, 2001, 2003, 2006, 2010 （页面存档备份，存于）
- Kaziev, Shapi（英语：Kaziev Shapi）. Akhoulgo（英语：Siege of Akhoulgo）. Caucasian War of 19th century. The historical novel. "Epoch", Publishing house. Makhachkala, 2008. ISBN 978-5-98390-047-9 （页面存档备份，存于）
- Kaziev, Shapi（英语：Kaziev Shapi）. Caucasian highlanders. Everyday life of the Caucasian highlanders. 19th century (In the co-authorship with I.Karpeev). "Molodaya Gvardiy" publishers. Moscow, 2003. ISBN 5-235-02585-7 （页面存档备份，存于）
- Kaziev, Shapi（英语：Kaziev Shapi）. Crash of tyrant. Nader Shah (Крах тирана). The historical novel about Nader Shah. "Epoch", Publishing house. Makhachkala, 2009. ISBN 978-5-98390-066-0

## 外部連結
维基共享资源上的相關多媒體資源：达吉斯坦共和国
- Official governmental website of Dagestan （页面存档备份，存于） （俄語）
- Egbert Wesselink. . Caspian.net. 1998  [January 15, 2012]. （原始内容存档于October 5, 2001）.
- Dagestan in Iranica Encyclopaedia （页面存档备份，存于）
- History of Islam in Russia （页面存档备份，存于）
- "The North Caucasus," Russian Analytical Digest No. 22 (5 June 2007) （页面存档备份，存于）
- BBC Country Report on Dagestan （页面存档备份，存于）
- University of Texas maps of the Dagestan region （页面存档备份，存于）
- Radio Free Europe discusses religious tension in Dagestan
- ISN Case Study: The North Caucasus on the Brink (August 2006) （页面存档备份，存于）
- Articles on Dagestan, reports from research, photos （页面存档备份，存于）
- Dagestan in Pictures （俄語）
- Daghestan's Kaitag Embroideries – and Henri Matisse?
- Dagestan Republic News Portal （俄語）